# Пепел от рози (сериал)
Пепел от рози (на турски: Fatmagül'ün Suçu Ne?) e турски драматичен сериал, адаптиран по романа на Ведат Тюркали „Каква е вината на Фатмагюл?“. Поредицата отразява остър социален проблем за правата и положението на жените в обществото. 

## Сюжет
Фатмагюл е красиво невинно момиче, което живее в село недалеч от курорта Чешме в Турция. След смъртта на родителите си, остава с умственоизостаналия си брат и снаха си. Фатмагюл е влюбена в Мустафа, с когото се познават от години и планира сватбата си с него. Ужасна трагедия превръща живота на Фатмагюл в ад. Една вечер, когато отива да изпрати годеника си, тя е нападната от четирима младежи, които са под въздействието на алкохол и наркотици, и изнасилена от трима от тях. Полицията разследва случая, но по местните закони до дело не се стига, ако един от изнасилвачите се омъжи за жертвата. Фатмагюл е заставена да се омъжи за един от тях, Керим. По този начин той ще избегне затвора и ще спаси приятелите си, а младото момиче ще се окаже омъжено за един от насилниците си. Керим е беден младеж, а останалите трима са от богати семейства, които плащат занапред мълчанието и на него, и на Фатмагюл. Той се упреква за това, че не е успял да спре приятелите си и да защити Фатмагюл. За Фатмагюл, Kерим си остава един от виновниците за трагедията. Мустафа разбира за „изневярата“ на бъдещата си съпруга и е изпълнен с гняв и желание за отмъщение. Kерим и Фатмагюл заминават за  Истанбул. Фатмагюл не иска нищо повече от това да забрави за кошмара. Сериалът показва как трудно истината излиза наяве и каква е "вината" на изнасилената Фатмагюл. 

## Актьорски състав
- Берен Саат – Фатмагюл Кетенджи-Ългаз
- Енгин Акюрек – Керим Ългаз
- Фърат Челик – Мустафа Налчалъ
- Каан Ташанер – Ердоан Яшаран
- Енгин Йозтюрк – Селим Яшаран
- Буура Гюлсой – Вурал Намлъ
- Сумру Яврочук – Мерием Аксой
- Муса Узунлар – Решат Яшаран
- Мурат Далтабан – Мюнир Телджи
- Севтап Йозалтун – Асу – Хаджер
- Седа Гювен – Мелтем Алагьоз-Яшаран
- Дениз Тюркали – Перихан Яшаран
- Дживан Джанова – Кадир Пакалън
- Есра Дерманджъолу – Мукадес Китенджи
- Бюлент Сейран – Рахми Кетенджи
- Веда Юртсевер Ипек – Ендер Алагьоз
- Сердар Гьокхан – Фахретин Ългаз
- Азиз Сарван – Туранер Алагьоз
- Мехмет Услу – Ръфат Яшаран
- Сервет Пандур – Леман Намлъ
- Зюхтю Еркан – Шемси Намлъ
- Саджиде Ташанер – Халиде Налчалъ
- Тойгун Атеш – Емин Налчалъ
- Дениз Байташ – Хилмие Яшаран
- Алпер Сайлък – Самин Кханер
- Алпер Кут – Йомер Акаръ
- Емре Йетим – Емре
- Гьозде Коджаоглу – Дениз Ългаз
- Нилай Кая – Гайе
- Ата Йълмаз Йонал – Мурат Кетенджи

## Излъчване
| Сезон | Начало на сезона  | Край на сезона | Епизоди | Всички епизоди | ТВ сезон    | ТВ канал |
| ----- | ----------------- | -------------- | ------- | -------------- | ----------- | -------- |
| 1     | 16 септември 2010 | 16 юни 2011    | 39      | 1 – 39         | 2010 – 2011 | Kanal D  |
| 2     | 8 септември 2011  | 21 юни 2012    | 41      | 40 – 80        | 2011 – 2012 | Kanal D  |

## Интересни факти
Сериалът се използва от американски лекари за психологическа терапия на жертвите на изнасилване с цел предпазване от изпадане в омраза към всички мъже, с идеята, че по света има мъже като Керим.

## Чуждестранни адаптации
Индийската телевизия „Стар Плюс“ излъчва в периода 3 април - 3 септември 2017 година по обяд сериалът „Каква е вината на Амала“, със 156 епизода по 24 минути. Испанска версия, озаглавена „Алба“, е излъчвана през периода 28 март - 1 юни 2021 г. по телевизия "Антена 3" и на стрийминг платформата „Артесплейър Премиум“, и от нея излизат 13 50 минутни епизода.

## В България
В България сериалът започва излъчване на 24 януари 2012 г. по bTV и завършва на 17 декември. На 3 септември 2013 г. започва повторно излъчване. Ролите се озвучават от Живка Донева, Петя Силянова, Тодор Георгиев, Иван Петков и Светломир Радев.
На 24 март 2014 г. започва повторно излъчване по bTV Lady.
На 12 юни 2017 г. започва повторно излъчване по Диема Фемили и завършва на 5 февруари 2018 г. Дублажът е записан наново. Ролите се озвучават от Христина Ибришимова, Нина Гавазова, Яница Митева, Силви Стоицов, Христо Узунов и Александър Воронов.